# IC 446
IC 446 је рефлексиона маглина са звијездама у сазвјежђу Једнорог која се налази на листи објеката дубоког неба у Индекс каталогу.
Деклинација објекта је + 10° 27' 35" а ректасцензија 6h 31m 6,0s. IC 446 је још познат и под ознакама IC 2167, LBN 898, CED 77.